# Klausjürgen Wussow
Klausjürgen Wussow, född 30 april 1929 i dåv. Cammin i dåv. Pommern (nuv. Kamień Pomorski i nuv. Polen), död 19 juni 2007 i Rüdersdorf, Brandenburg nära Berlin, var en tysk skådespelare. För svensk publik blev han framförallt känd för sin roll som Dr. Klaus Brinkmann i TV-serien Kliniken som visades i Sverige 1985-1989 (i Tyskland visades serien 1985-1988).